# Geldern
Geldern er en by med cirka 34.000 indbyggere i det nordvestlige hjørne af Nordrhein-Westfalen.
Geldern, som fik byrettigheder i 1229, har lagt navn til Hertugdømmet Geldern.